# Resolució 171 del Consell de Seguretat de les Nacions Unides
La Resolució 171 del Consell de Seguretat de les Nacions Unides, aprovada el 9 d'abril de 1962 després d'un informe del Cap de Gabinet de l'Organisme de les Nacions Unides per la Vigilància de la Treva a Palestina (UNTSO) relatiu a activitats militars a la zona de llac Tiberiades, juntament amb declaracions dels representants de Síria i Israel, el Consell va condemnar a ambdues parts per les seves accions i va determinar que Israel havia violat flagrantment les resolucions de l'ONU.
El Consell va demanar llavors que ambdues parts compleixin les seves obligacions en virtut de les resolucions de les Nacions Unides, la Carta de les Nacions Unides i els acords d'armistici de 1949 i cooperin amb el cap d'estat major. El Consell també va fer seva la recomanació del Cap de l'Estat Major per a l'enfortiment del TSO.
La resolució es va aprovar amb deu vots; França es va abstenir.